# Giovanni Scarlatti
Giovanni Scarlatti (Pisa, 1300 circa – 19 - 27 febbraio 1362) è stato un arcivescovo cattolico italiano.

## Biografia
Giovanni di Scarlatto nacque intorno al 1300, probabilmente a Pisa, passando l'infanzia nel quartiere di San Paolo a Ripa d'Arno. Formatosi presso la Curia romana, tra il 1330 e il 1340 vi esercitò le attività di avvocato, uditore giudiziario e lettore dello studio generale. Nel 1346 venne inviato in Armenia come istruttore nel processo di riconoscimento dei Bartolimiti armeni, appartenenti all'ordine monastico di San Basilio.
Dopo un periodo imprecisato come vescovo di Corone, consacrato da papa Benedetto XII, venne dal suo successore Clemente VI elevato al rango di arcivescovo di Pisa nel 1348. Il 18 gennaio del 1355 accolse con tutti gli onori il nuovo imperatore Carlo IV durante la sua discesa verso Roma. Nel 1359 venne inviato in Corsica come nunzio apostolico.
Nel 1360 fece costruire, probabilmente sulle rovine dell'antico castello di Agnano Pisano, il monastero e la chiesa di San Girolamo degli Olivetani, oggi chiesa di San Jacopo. Alla sua morte, avvenuta nel febbraio del 1362, Scarlatti donò alla chiesa e al cenobio tutto il suo ricco patrimonio, assoggettando ai monaci benedettini anche lo scomparso eremo di San Michele Arcangelo di Agnano.
Nel suo testamento chiese di essere inumato in un sarcofago scolpito e collocato nella cattedrale pisana, sotto le scale che conducono al loggiato sopra la navata destra. L'arca marmorea verrà realizzata dalla bottega di Nino Pisano sul modello della Tomba Ammannati del 1359, oggi posta nel Camposanto monumentale. Il sarcofago venne spostato innumerevoli volte nei secoli, fino ad esser conservato nella sala 9 del Museo dell'Opera del Duomo di Pisa insieme al monumento funebre del nipote Francesco Moricotti, cui funse a sua volta da modello scultoreo.

## Stemma
Tre alberi sradicati su campo rosso, in scudo appuntato e non partito.